# SEAWUN
SEAWUN là tên viết tắt của Mạng lưới các Công ty nước Đông Nam Á (tiếng Anh: South East Asian Water Utilities Network).
SEAWUN là một tổ chức khu vực bao gồm thành viên là các công ty nước và vệ sinh, các hiệp hội cấp nước quốc gia được thành lập từ năm 2002 với 12 thành viên sáng lập, đến nay số hội viên đã tăng lên 78 và 5 thành viên hỗ trợ. Có 4 chương trình chính trong hoạt động của SEAWUN là: Benchmarking, thu hồi đầy đủ chi phí, giảm thất thoát nước và phát triền nguồn nhân lực.